# Violaine
Ne doit pas être confondu avec Violaines.
Cette page présente le prénom Violaine ainsi que ses variantes.
Violaine est un prénom féminin dérivé du latin viola, qui a donné le prénom Violette. De même que d'autres prénoms de fleur ainsi que leurs dérivés, Violaine se fête le 5 octobre, jour de la sainte Fleur.

## Prénom
Violaine est un prénom rare qui, de plus, semble en très forte baisse depuis 1990. L'année où il a été le plus donné était 1981 avec 330 nouveau-nés prénommées Violaine.
Violaine a été utilisé plusieurs fois en littérature. Paul Claudel utilise ce prénom pour l'héroïne dans sa pièce L'Annonce faite à Marie (1912), Frédéric Parisse l'utilise dans Violaine, le modèle préféré des impressionnistes, Tonino Benacquista l'utilise dans les Morsures de l'aube.

## Personnes célèbres
- Violaine Aubrée (1979- ), une joueuse de rugby à XV français ;
- Violaine Barry, une actrice des années trente ;
- Violaine Bérot (1967- ), une femme de lettres française ;
- Violaine Cochard (1973- ), une claveciniste française ;
- Violaine Guérin (1960- ), une endocrinologue et gynécologue française ;
- Violaine Leroy (1981- ), une illustratrice et scénariste française ;
- Violaine Prince (1958- ), une compositrice franco-libanaise ;
- Violaine Schwartz, une romancière, actrice et chanteuse française ;
- Violaine Vanoyeke (1956- ), une romancière et historienne française contemporaine.

- Pour l'ensemble des articles sur les personnes portant ce prénom, consulter :
  - la liste des articles dont le titre commence par ce prénom
  - les listes produites par Wikidata : Liste des personnes de prénom « Violaine » — même liste en incluant les éventuels prénoms composés qui contiennent « Violaine ».